# Villehad Forssman
Villehad Henrik Forssman, född den 26 april 1884, sannolikt i Viborg i Finland, död 1944, var en svensk ingenjör och flygplanskonstruktör. 
Forssman var född av svenska föräldrar och förblev livet igenom svensk medborgare, men var aldrig yrkesverksam i Sverige. Efter uppväxttiden i Libau, i den dåtida ryska provinsen Kurland, påbörjade Forssman sina studier vid Rigas polytekniska institut, där han 1910 utexaminerades som maskiningenjör. 1909–1910 konstruerade Forssman ett litet luftskepp, som finansierades och senare övertogs av den ryska krigsmakten. 1910 flyttade Forssman till Tyskland, först till Augsburg, senare till Johannisthal utanför Berlin. Mellan 1910 och 1914 bedrev han en teknisk konsultbyrå, som bland annat hjälpte den med tiden mycket kände holländske konstruktören och flygaren Anthony Fokker med sina patent. Åren 1914–1915 konstruerade Forssman sitt första flygplan (Bulldogg), ett monoplan finansierat av prinsen Friedrich Sigismund av Preussen.
Efter krigsutbrottet i augusti 1914 anställdes Forssman av Siemens-Schuckertwerke (SSW) i Berlin som flygplanskonstruktör. SSW byggde sammanlagt tre flygmaskiner som hade konstruerats av Forssman: två monoplan samt ett av Tysklands första så kallade Riesenflugzeuge, det vill säga ett plan med fyra motorer. År 1916 flyttade Forssman till Hanau nära Frankfurt am Main där han anställdes av Bruening & Sohn, en tillverkare av plywood, som konstruktör. 
Under tiden hos Bruening, eller fram till hösten 1917, påbörjade Forssman konstruktionen av Första världskrigets största flygplan, ett triplan med tio motorer. Projektet flyttades i början av 1918 till en ny fabrik, Mannesmann-Mulag i Köln-Westhoven. Det är osäkert om detta flygplan någon gång kom upp i luften. Flygplanet blev senare känd som Giganten från Poll, vilket hänsyftar till att delar av planet under 1919 upphittades i Köln-Poll, en stadsdel nära Westhoven. Under sin tid hos Mannesmann-Mulag var Forssman även direkt involverad i utvecklingen av obemannade, radiostyrda flygfarkoster, ett projekt som drevs i samarbete mellan Inspektion der Fliegertruppe (Idflieg), Siemens-Halske (S&H) samt Mannesmann.
Forssmans karriär som flygplanskonstruktör avslutades i samband med krigsslutet 1918. Han kan betraktas som en framträdande representant av den första generationen flygmaskinsbyggare. I början av 1920-talet uppfann han en ny typ av ytterst motståndskraftigt plywood, efter uppfinnaren kallad Forssmanholz, även 'Holzblech, som kunde användas i många olika sammanhang, bland annat i flygplanstillverkningen. Forssmans fabrik fanns från början i Köln, senare i Elberfeld. Fabriken bombades av allierade styrkor 1944; några veckor senare dog Forssman efter en hjärnoperation i Hannover. Han begravdes i Köln-Nordfriedhof.
Forsman blev far till Erik Forssman (konsthistoriker), Sven Forsman (gatuingenjör i Malmö) och Thorsten Lewis-Jonsson (byggnadsingenjör i Helsingborg).